# 전진 (1923년)
전진(1923년 7월 6일 ~ 2012년 4월 29일)은 대한민국의 비전향 장기수이다.

## 생애
전라북도 옥구군에 있는 가난한 농가에서 태어났으며, 일제강점기에 가정 형편이 어려워 학교는 전혀 다니지 못했다. 군정기부터 좌익 운동에 투신하고 조선로동당에도 입당하였다.
1950년에 한국 전쟁이 발발하여 조선인민군이 군산 지역을 점령했을 때 이를 지지하였다. 후에 발표한 수기 ＜수령님 주신 땅이 내 신념의 토양이였다＞를 보면, 소작인이던 전진은 조선인민군 진주 후 토지개혁이 실시되어 땅을 무상으로 받고 나서 감격하여 조선민주주의인민공화국의 정치에 동조하였다.
조선인민군이 후퇴하게 되자 조선인민유격대에 입대하여 유격대 중대장으로 참전하였다. 전라북도 임실군을 중심으로 백련산과 성수산 일대에서 유격 활동을 벌이던 중, 1951년 11월에 전투를 벌이다가 중상을 입고 백련산 동굴에 은신했다가 체포되었다.
재판에서는 징역 20년형을 선고받았다. 그러나 수감 기간 중 전향을 거부하여 비전향 장기수가 되면서, 대전교도소와 청주보안감호소에서 약 38년간 수감 생활을 하였다. 전쟁 전에 혼인한 아내와 딸이 있었지만, 수감 기간 중 어린 딸은 병으로 죽었고 아내와도 헤어지게 되었다. 1989년에 출옥하였으나 부모와 형제들이 이미 죽어서 인천에 소재한 한 공장에서 노동자로서 일하면서 혼자 살았다.
2000년 6·15 남북 공동선언에 의거해 조선민주주의인민공화국으로 송환되었다. 송환 후 혼인하여 가정을 꾸렸고 조국통일상을 받고 "원쑤들의 모든 악형과 회유 속에서도 당과 수령에게 다진 맹서를 지켜 끝까지 싸운" 신념과 의지의 강자로 내세워졌다. 2004년에는 전진의 삶을 소재로 한 소설 《내 땅》이 창작되었다.

## 참고자료
- “김일성주석께서 주신 땅은 신념의 토양이였다 - 비전향장기수 전진의 글”. 조선중앙통신. 2002년 3월 20일.